# Gheorghe Duca
Gheorghe Duca (... – Bucarest, 1685) è stato un nobile rumeno.
Fu gospodaro di Moldavia dal 1665 al 1666, dal 1668 al 1672 e dal 1678 al 1684; dal 1674 al 1678 fu inoltre voivoda di Valacchia.